# Benzoeviasz
A benzoeviasz egy balzsamszerű viasz, melyet számos, Délkelet-Ázsiában honos, a Styrax nemzetségbe tartozó fa kérgéből nyernek. Fő összetevője a benzoesav.  Számos területen alkalmazzák, például egyes parfümökben, gyógyszerekben és élelmiszerekben is előfordulhat. 
Elterjedt elnevezése a benzoegumi, de ez a név téves, ugyanis kémiailag nem gumi, azaz nem vízben oldható poliszacharid.

## Fajtái
Két fő benzoeviasz fajta van: sziámi és szumátrai. A sziámi fajtát a Styrax tonkinensis fából állítják elő, mely Thaiföldön, Laoszban, Kambodzsában, és Vietnámban honos. A szumátrai fajtát a Styrax benzoin fából állítják elő, mely Szumátrán őshonos. Mindkét fából hasonló módszerrel nyerik a benzoeviaszt, azaz a fák kérgét megsértve azok védekező váladékként választják ki a benzoeviaszt.

## Felhasználása
- A benzoeviasz kedvelt összetevője a parfümöknek, mert saját, kellemes illattal rendelkezik, valamint megköti, és csak lassan bocsátja ki a hozzá kevert egyéb illatanyagokat.
- A keleti ortodox egyházaknál (leginkább Oroszországban) a liturgiához tartozó füstölő egyik alapanyaga.
- Japán, indiai, és kínai stílusú füstölőkben is megtalálható.
- Az indiai kultúrában a belőle készült sambrani vagy sambraani füstölőket a haj kezelésére, illatosítására, valamint fertőzések megelőzésére használják.
- Élelmiszerek esetén főként zsírok tartósítására alkalmazzák, E906 kóddal. Napi maximum beviteli mennyisége nincs meghatározva. Nincs ismert mellékhatása, de a benzoesavra érzékeny egyéneknél allergiás reakciókat válthat ki.